# Palio des Normands

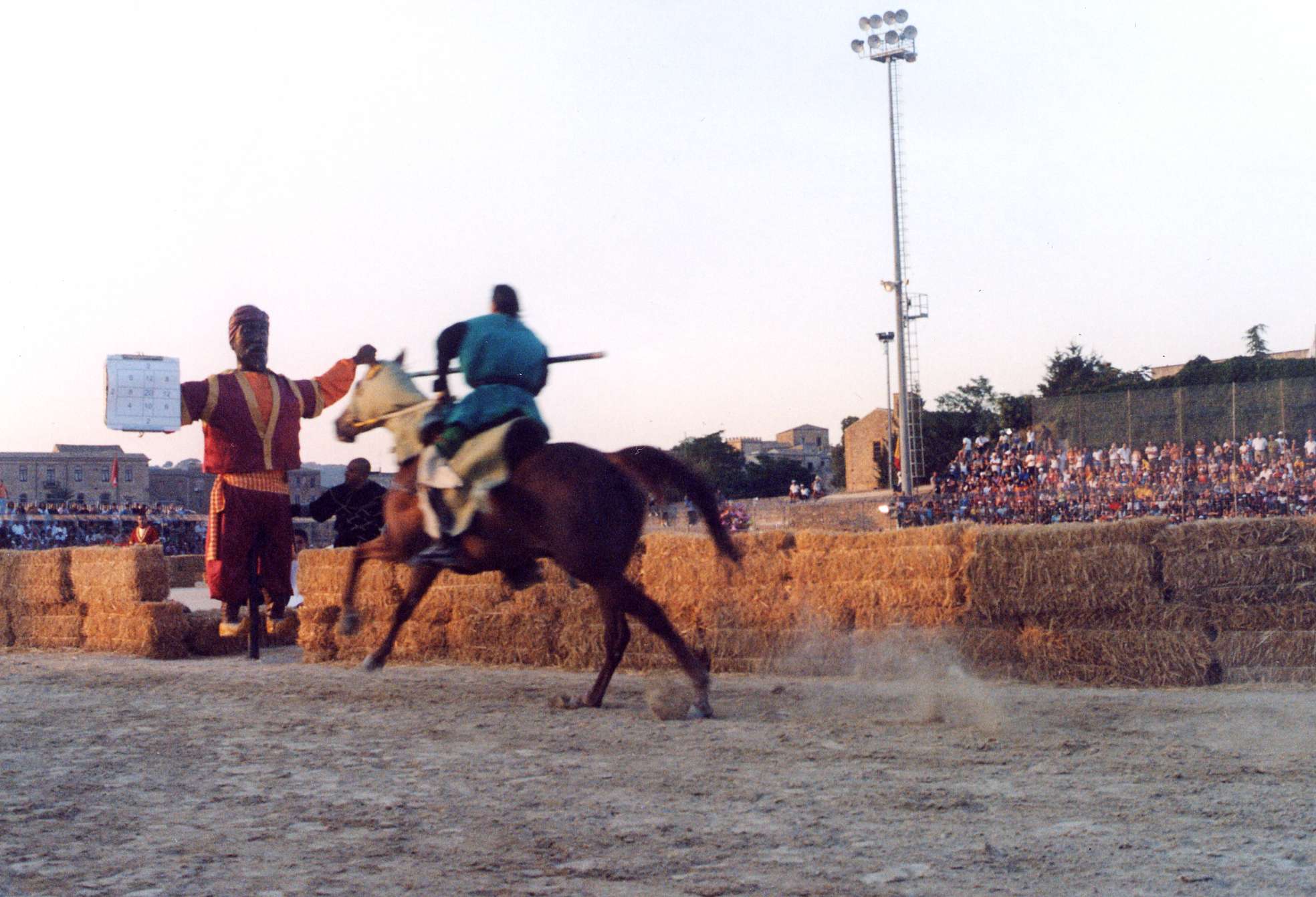
Scène du palio des Normands.

Le palio des Normands (en italien : Palio dei Normanni) est une manifestation folklorique annuelle qui se déroule les 12, 13 et 14 août à Piazza Armerina, une commune de la province d'Enna en Sicile (Italie).

## Historique
Créée sous cette forme en 1952, elle commémore sous la forme d'une course de chevaux en costume, en mémoire de la libération de la ville par le comte Roger de Hauteville, devenu Roger Ier de Sicile, victorieux des Sarrasins en 1071. 
Avec 600 participants, il s'agit de la plus importante représentation historique médiévale du Sud de l'Italie.